# Limpopo
El Limpopo es un río que nace en el norte de Sudáfrica y desemboca en el océano Índico. Con unos 1800 kilómetros de longitud (las fuentes varían desde los 1600 km), es el segundo más largo de la región, el 10.º de África y el 79.º del mundo. Su caudal medio anual en la desembocadura es 170 m³/s.
Drena una gran cuenca de 413.000 km², la 45ª de los ríos primarios del mundo. Sin embargo la cuenca del Limpopo se ha reducido a lo largo de las eras geológicas. Hasta fines del Piacenziense o hacia el Pleistoceno el curso superior del río Zambezi descargaba en el río Limpopo. La modificación de la divisoria de aguas se debió a un movimiento epirogénico que elevó el sector al norte de lo que hoy es el río Limpopo desviando las aguas hacia el río Zambezi.
El primer europeo que avistó el río fue Vasco da Gama, que fondeó frente a su desembocadura en 1498 y le dio el nombre de río Espirito Santo. Su curso inferior fue explorado por el explorador y Agrimensor General de Sudáfrica St Vincent Whitshed Erskine (1846 - 1918) en 1868-69, y el capitán  inglés James Frederic Elton (1840-1877) recorrió su curso medio en 1870.

## Geografía

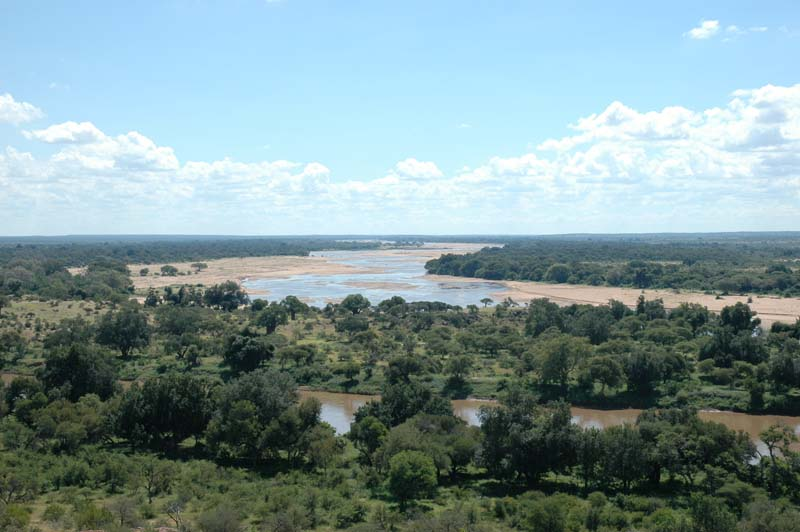
Confluencia del Limpopo-Shashe.

El río Limpopo nace de la confluencia de los ríos Crocodile y Marico y describe un gran arco, primero zigzagueando hacia el noreste y norte, seguidamente torciendo hacia el este y finalmente el sureste.
Sirve de frontera en un tramo de unos  640 km, separando Sudáfrica, en la orilla sudeste, de Botsuana, en el noroeste, y de Zimbabue, en el norte. Hay varios rápidos cuando el río cae por la escarpa interior de África del Sur.
Las aguas del Limpopo corren muy lentas y llenas de sedimentos. La precipitación es estacional y voluble. En años secos, los sectores superiores del río fluyen durante 40 días o menos. El área de captación superior es árida, en el desierto de Kalahari, pero se hace menos árida río abajo. La desembocadura y zona inferior es fértil y está densamente poblada. Las inundaciones después de la temporada lluviosa son un problema esporádico en el cauce inferior; la más notable fueron las catastróficas inundaciones en febrero de 2000, causadas por la densa precipitación y un ciclón.
En la esquina noreste de Sudáfrica el río toca la mayor zona de conservación. Unos 14 millones de personas viven en la cuenca del río de Limpopo, un área de alrededor de 413.000 km². La demanda de agua excede el suministro. La mayor parte de la gente que vive en la cuenca del río de Limpopo es pobre, y el hambre y la desnutrición son bastante comunes durante las sequías o cuando se malogran las cosechas.
Tiene una rica fauna entre la que destaca una numerosa población de hipopótamos.

### Caudales

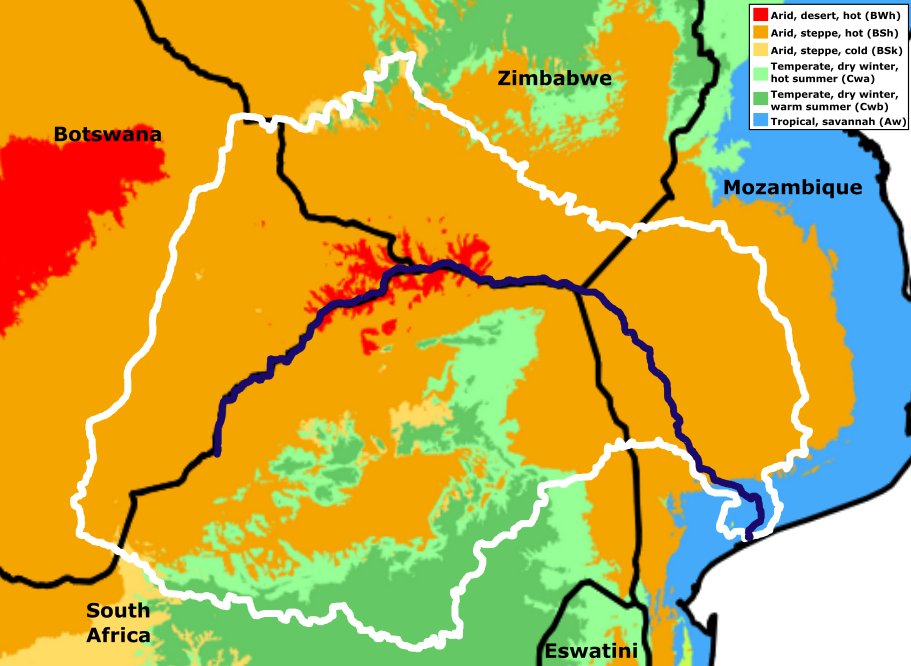
Condiciones climáticas en la cuenca del río Limpopo.

El caudal específico medio del río es de 0,6 litros por segundo por kilómetro cuadrado, correspondiente a un módulo de 265 m3 por segundo, que es bajo y resulta de las bajas precipitaciones medias en la mayor parte de su cuenca. El río también es muy irregular y experimenta muchos años secos.

### Afluentes

Cuenca hidrográfica de Limpopo.

El tributario principal es el río Olifants (o Letaba, el río de los Elefantes), con 560 km de longitud y una cuenca de 54.570 km². La ciudad portuaria de Xai-xai (Mozambique) está cerca de la desembocadura del río en el Océano Índico. Desde el Olifants, el río es permanentemente navegable hasta el mar, aunque existen bancos de arena que obstruyen el acceso de los barcos grandes excepto con marea alta.
Otros afluentes importantes son, en dirección aguas abajo: 
- los ríos Crocodile (350 km y con una cuenca de 29.572 km²),
- Notwane (270 km y una cuenca de 18.053 km²),
- Mogalakwena (310 km y una cuenca de 19.195 km²),
- Motlouse (310 km y una cuenca de 19.058 km²),
- Shashe (300 km y una cuenca de 18.991 km²),
- Mzingwane (190 km y una cuenca de 15.695 km²),
- Sand (350 km y una cuenca de 15.630 km²),
- Bubi (320 km y con una cuenca de 8.619 km²),
- Luvuhu (255 km y una cuenca de 4.826 km²),
- Mwenezi (310 km y una cuenca de 14.759 km²),
- Olifants,
- Mokolo (230 km y una cuenca de 8.387 km²), y
- Changane (510 km y una cuenca de 65.570 km²).[7]

## Características de la cuenca

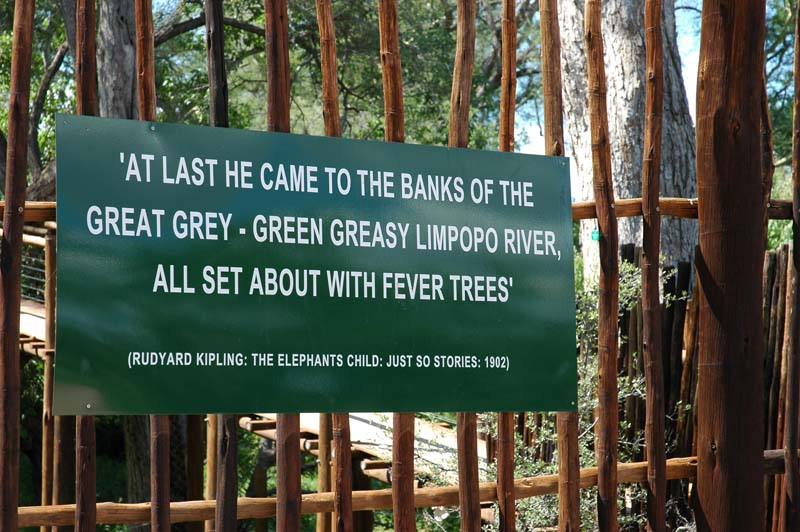
Cartel en el mirador del río Limpopo en el Parque Nacional Mapungubwe, Sudáfrica, con una cita de Rudyard Kipling.

El río Limpopo es de corriente lenta y tiene un contenido considerable de limo.  Las precipitaciones son estacionales y poco fiables: en años secos, los tramos superiores del río fluyen durante 40 días o menos. La parte superior de la cuenca, en el desierto de Kalahari, es árida, pero las condiciones se vuelven menos áridas río abajo. Las siguientes secciones drenan el macizo de Waterberg, un bioma de bosque semicaducifolio y población humana de baja densidad. Las tierras bajas fértiles albergan una población más densa: alrededor de 14 millones de personas viven en la cuenca del Limpopo. Las inundaciones durante la temporada de lluvias son un problema ocasional en las partes bajas. En febrero de 2000, las fuertes lluvias provocadas por un ciclón provocaron las catastróficas inundaciones de 2000 en Mozambique.
La mayor concentración de hipopótamos en el río Limpopo se encuentra entre los ríos Mokolo y Mogalakwena. Hay una importante actividad minera en la cuenca del río Limpopo, con aproximadamente 1.900 minas activas, sin incluir aproximadamente 1.700 minas abandonadas.

## Geología

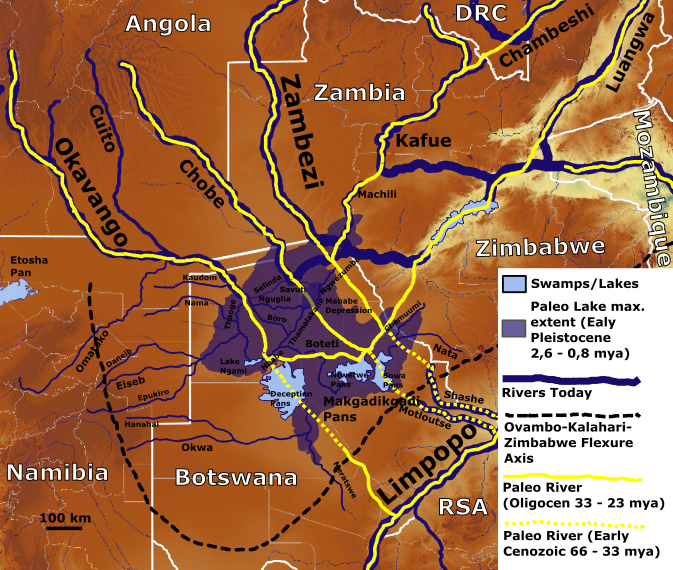
La extensión máxima inferida del lago Paleo-Makgadikgadi a principios del Pleistoceno y el curso de los ríos a principios y mediados del Cenozoico.

Hace unos 65 millones de años, el río Zambezi no desembocaba en el estrecho de Mozambique. Fluía paralelo al Cuando y al Okavango y, como ellos, desembocaba en el Limpopo. El Zambeze utilizó el lecho del río Shashe, y el Cuando el del Motloutse.
La elevación de la falla Ovambo-Kalahari-Zimbabwe (OKZ) creó una nueva cuenca hidrográfica que separó los tres ríos del Limpopo y represó el lago Makgadikgadi.
Los patrones del suelo entre el sistema de Limpopo y Komati indican que el Limpopo también fluyó a través de la cuenca de Maputo en el pasado.

## Historia
El navegante portugués Vasco da Gama fue el primer europeo en ver el río, cuando en una de sus expediciones ancló en su desembocadura en 1498. Sin embargo, hubo residencia humana en la región desde tiempo inmemorial: el valle Makapans, cerca de Mokopane, contiene fósiles Australopithecus de hace 3,5 millones de años.
El río Limpopo fue inmortalizado en el cuento El niño del elefante por el autor británico Rudyard Kipling, en Tan solo historias, donde es descrito como «el gran Río de Limpopo gris verde, grasiento, todo rodeado por árboles de la fiebre», donde mora la «serpiente pitón de roca bicolor».

## Parques nacionales

Mapa del Parque Transfronterizo del Gran Limpopo.

El Parque Nacional del Limpopo se encuentra entre Limpopo y la frontera con Sudáfrica, en territorio mozambiqueño. Forma parte del Parque Transfronterizo del Gran Limpopo, actualmente en construcción, que estará situado en su mayor parte en la cuenca del Limpopo.